# (10240) 1998 VW34
A (10240) 1998 VW34 a Naprendszer kisbolygóövében található aszteroida. Ueda Szeidzsi és Kaneda Hirosi fedezte fel 1998. november 12-én.

## Kapcsolódó szócikk
- Kisbolygók listája (10001–10500)